# Список объектов всемирного наследия ЮНЕСКО в Черногории
В списке Всеми́рного насле́дия ЮНЕ́СКО в Респу́блике Черного́рия значатся 4 наименования (на 2017 год), это составляет 0,3 % от общего числа (1248 на 2025 год). Один объект включен по природным критериям и признан природным феноменом исключительной красоты и эстетической важности (критерий vii), остальные три — по культурным критериям, при этом один из них признан шедевром человеческого гения (критерий i).
Кроме этого, по состоянию на 2018 год, 6 объектов на территории Черногории находятся в числе кандидатов на включение в список всемирного наследия.
Республика Черногория ратифицировала Конвенцию об охране всемирного культурного и природного наследия 3 июня 2006 года. Однако первый объект, находящийся на территории Черногории был занесен в список ещё в 1979 году на 3-й  сессии Комитета всемирного наследия ЮНЕСКО, когда страна являлась частью СФР Югославии.

## Список
В данной таблице объекты расположены в порядке их добавления в список всемирного наследия ЮНЕСКО.
| # | Изображение | Название | Местоположение                                                                   | Время создания   | Год внесения в список | №     | Критерии       |
| - | ----------- | --- | -------------------------------------------------------------------------------- | ---------------- | --------------------- | ----- | -------------- |
| 1 |             | Природный и культурно-исторический район Котор (черног. Природни и културно-историјски регион Котора)                                                                                             | Город: Котор Община: Котор                                                       | 168 год до н. э. | 1979                  | № 125 | i, ii, iii, iv |
| 2 |             | Национальный парк Дурмитор (черног. Национални парк Дурмитор) | Ближайший город: Жабляк Община: Жабляк                                           | —                | 1980                  | № 100 | vii, viii, x   |
| 3 |             | Стечки — средневековые надгробья (черног. Стећци — средњовековни надгробни споменици) а) греческое кладбище в общине Жабляк б) Баре-Жугича в общине Жабляк в) греческое кладбище в общине Плужине | Общины: Жабляк, Плужине (совместно с Боснией и Герцеговиной, Сербией, Хорватией) | XII—XVI века     | 2016                  | 1504  | iii, vi        |
| 4 |             | Венецианские оборонительные сооружения XVI—XVII веков (черног. Венетиан утврђења XV — XVII века) а) Укреплённый город Котор                                                                       | Община: Котор (совместно с Италией, Хорватией)                                   | XVI—XVII века    | 2017                  | 1533  | iii, iv        |

## Предварительный список
В таблице объекты расположены в порядке их добавления в предварительный список. В данном списке указаны объекты, предложенные правительством Черногории в качестве кандидатов на занесение в список всемирного наследия.
| # | Изображение | Название                                                                                           | Местоположение                               | Время создания    | Год внесения в список | №    | Критерии     |
| - | ----------- | -------------------------------------------------------------------------------------------------- | -------------------------------------------- | ----------------- | --------------------- | ---- | ------------ |
| 1 |             | Исторический центр города Цетине (черног. Цетиње)                                                  | Община: Цетине                               | С XV века         | 2010                  | 5561 | ii, iii, vi  |
| 2 |             | Исторический центр города Бар (черног. Бар)                                                        | Община: Бар                                  | X—XIX века        | 2010                  | 5562 | ii, iii, v   |
| 3 |             | Дукля (черног. Дукља)                                                                              | Ближайший город: Подгорица Община: Подгорица | С IV века         | 2000                  | 5563 | ii, iii, v   |
| 4 |             | Национальный парк Биоградская гора (черног. Национални парк Биоградска гора)                       | Ближайший город: Колашин Община: Колашин     | —                 | 2010                  | 5569 | vii, viii, x |
| 5 |             | Старый город Улциня (черног. Стари град Улцињ)                                                     | Община: Улцинь                               | С V века до н. э. | 2018                  | 6300 | ii, iv, v    |
| 6 |             | Девственные буковые леса в Карпатах и других регионах Европы а) Национальный парк Биоградская гора | Ближайший город: Колашин Община: Колашин     | —                 | 2018                  | 6325 | ix           |